# Ike no Taiga

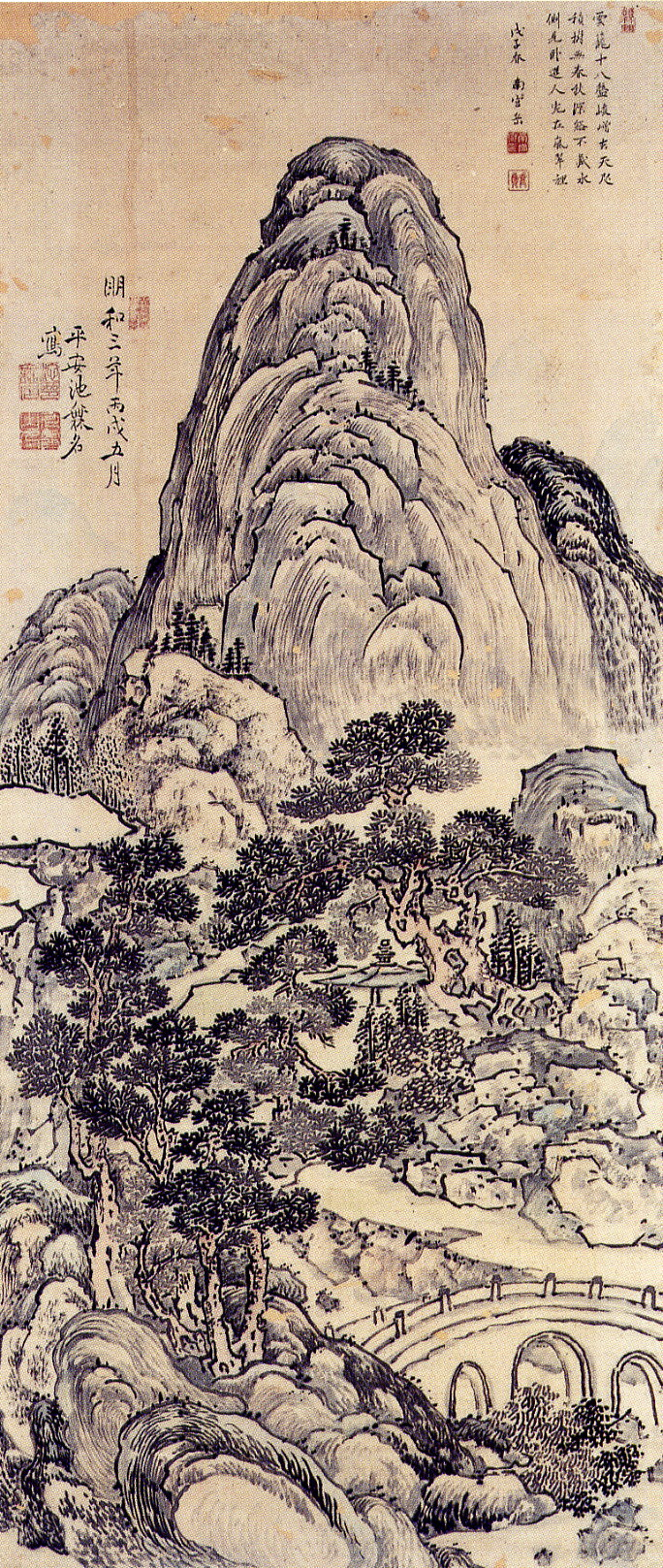
Landschaft

Ike no Taiga (japanisch 池 大雅; * 6. Mai 1723 in Kyōto; † 30. Mai 1776 ebenda) war ein japanischer Maler des Nanga-Stils.

## Namen
Ike no Taigas richtiger Familienname war Ikeno (池野). Seine wirkliche Namen (imina) waren Kō (耕), Kin (勤) und Arina (無名, „namenlos“), sein Kindheitsname (yōmyō) Matajirō (又次郎), seine Volljährigkeitsnamen (azana) Shishoku (子職), Kōbin (公敏), sowie Kasei (貸成) und sein Rufname Shūhei (秋平). Weitere Künstlernamen neben Taiga waren u. a. Shisei (子井), Iryū (為竜), Kaan (葭庵), Kyūka (九霞), Kyūkasanshū (九霞山樵), Kashō (霞樵), Chikkyō (竹居), 玉梅, Sangakudōsha (三岳道者), Taikadō (待賈堂), Taigadō (大雅堂) und Shūkidō (袖亀堂).

## Leben und Wirken
Taiga wurde in Kyōto in ärmlichen Verhältnissen geboren. Er zeigte schon in früher Jugend rasche Auffassungsgabe und malerisches Talent. So übte er bereits mit fünf Jahren das Rezitieren von buddhistischen Texten (素読, Sodoku) mit Kazuki Bōan und studierte mit sechs Kalligraphie am Ōbaku-Zen-Tempel Manpuku-ji, wo Abt Kōdō seine Fähigkeiten lobte. Mit vierzehn erhielt er den Namen seines Vaters, Hishiya Kazaemon (菱屋 嘉左衛門) bzw. Ikeno Kazaemon (池野 嘉左衛門), ab 1642 nannte er sich Taiga. Zu dieser Zeit lebte er im Nijō-Hinokuchi-Viertel von Kyōto und verdiente seinen Lebensunterhalt mit Fächermalerei im chinesischen Stil, den er sich aus einem chinesischen Anleitungsbuch für Malerei, „Hasshu Gafu“ (八種画風), angeeignet hatte. Er beschäftigte sich aber auch mit der Malerei der Tosa-Schule und studierte bei Yanagisawa Kien (1704–1758), einem vielseitig interessierten höheren Samurai aus dem Kōriyama-han, der vor allem malend tätig war. Auch von Gion Nankai (1677–1751) wurde er beeinflusst.
Im Alter von fünfundzwanzig hatte Taiga seinen Stil gefunden, der nun deutlich unter dem Einfluss der chinesischen Literatenmalerei stand. Er verband dies mit Studien nach der Natur, für die er Japan bereiste. Mit vierzig war er auf dem Höhepunkt angelangt und beschäftigte sich mit großformatigen Werken. Aus dieser Zeit stammen seine Bilder auf Schiebetüren (fusuma-e) im Henjōkō-in (遍照光院) auf dem Berg Kōya, im Tempel Jishō-ji (自性寺) in Nakatsu und im Manpuku-ji. Mit Yosa Buson schuf er nach chinesischem Vorbild die Blättersammlung „Zehn Annehmlichkeiten – zehn Vergnügen“ (十便十宜帖, Jūben jūgi chō), die sich heute im Besitz des Kawabata-Yasunari-Museums befindet und als Nationalschatz ausgezeichnet ist.
Taiga starb bereits mit 53 Jahren, sein Grab befindet sich im Tempel Jōkō-ji (Kyōto). Seine Frau Gyokuran (玉瀾; 1727–1784) war ebenfalls Malerin.

## Bildauswahl

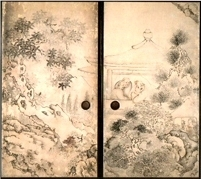
Fusuma-e im Kongōbu-ji
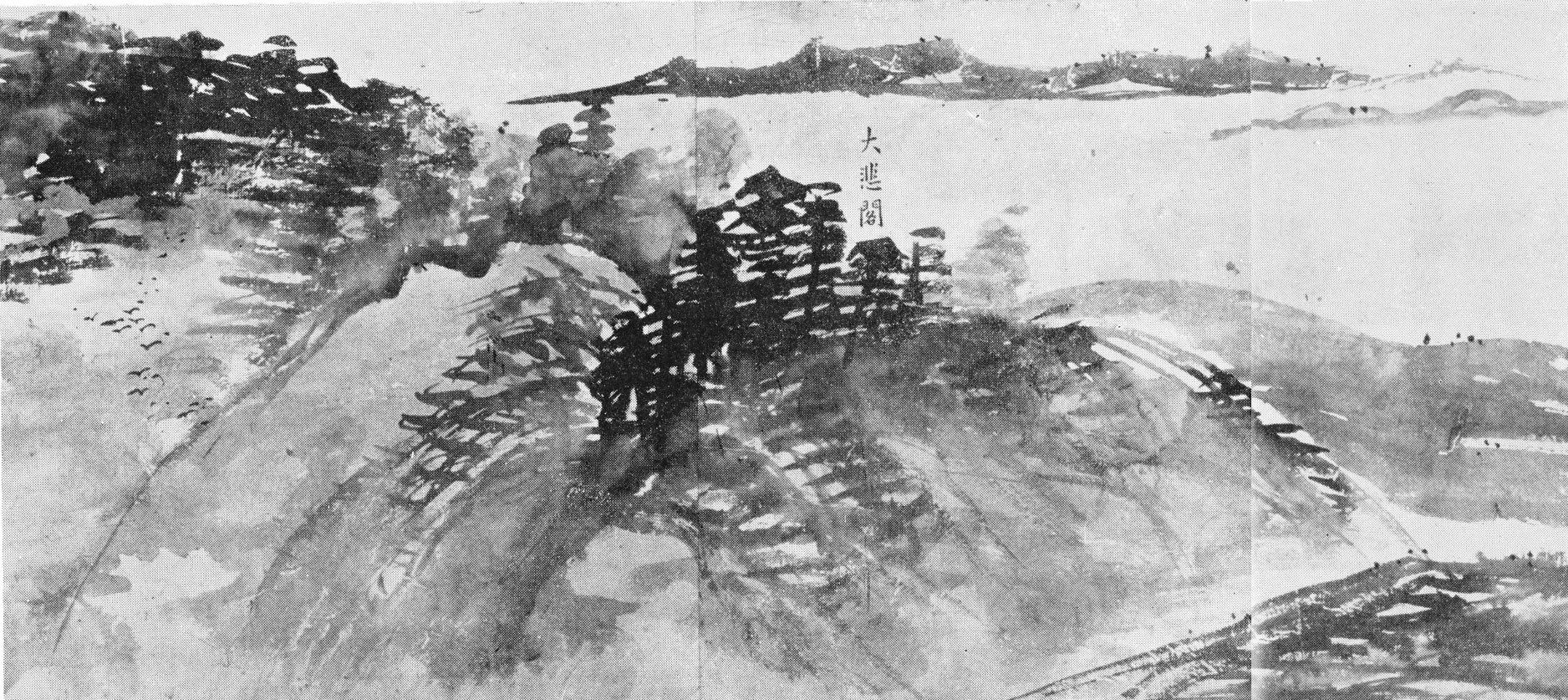
Daihi-Pavillon
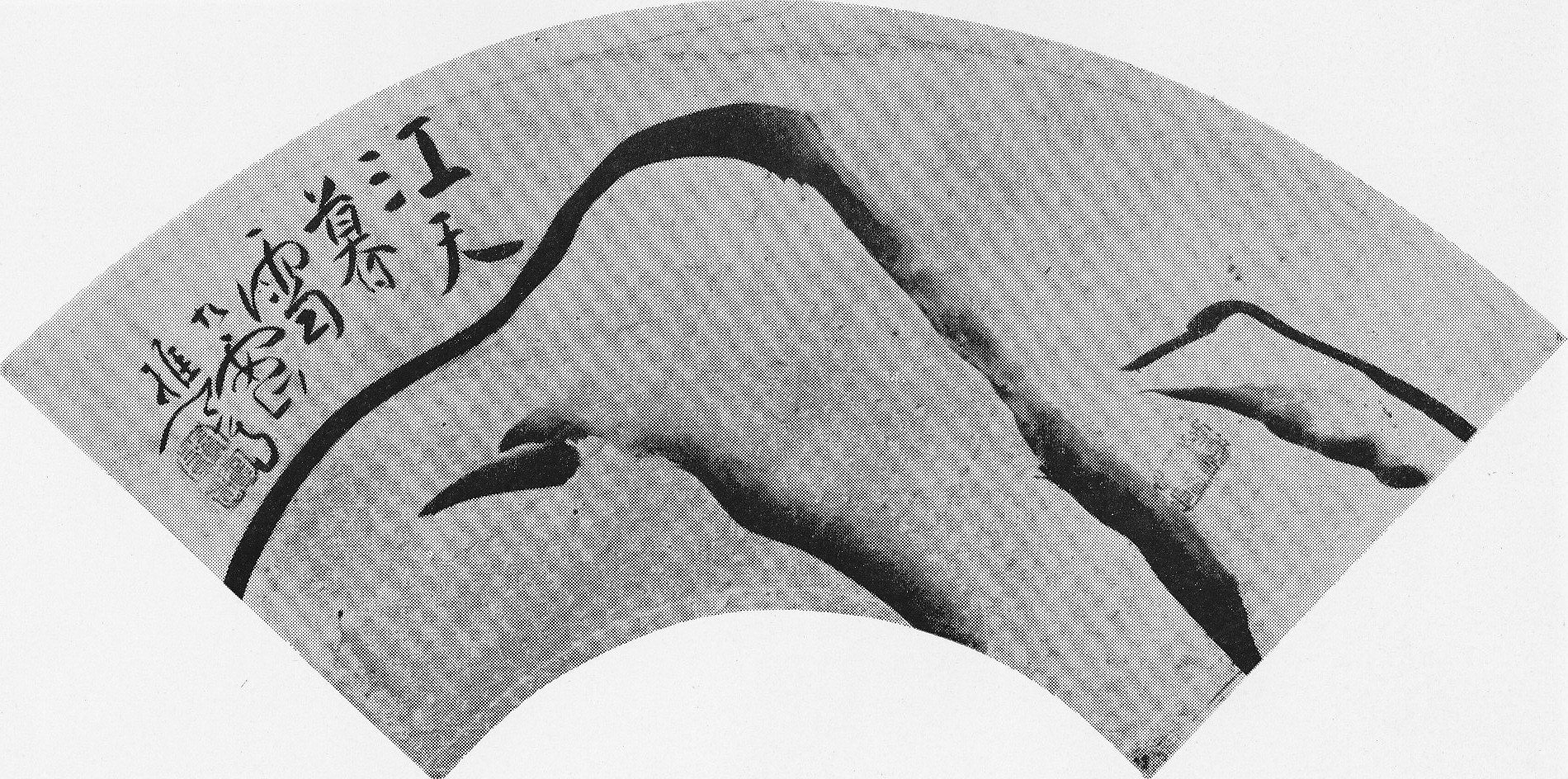
Abendschnee (Fächer)
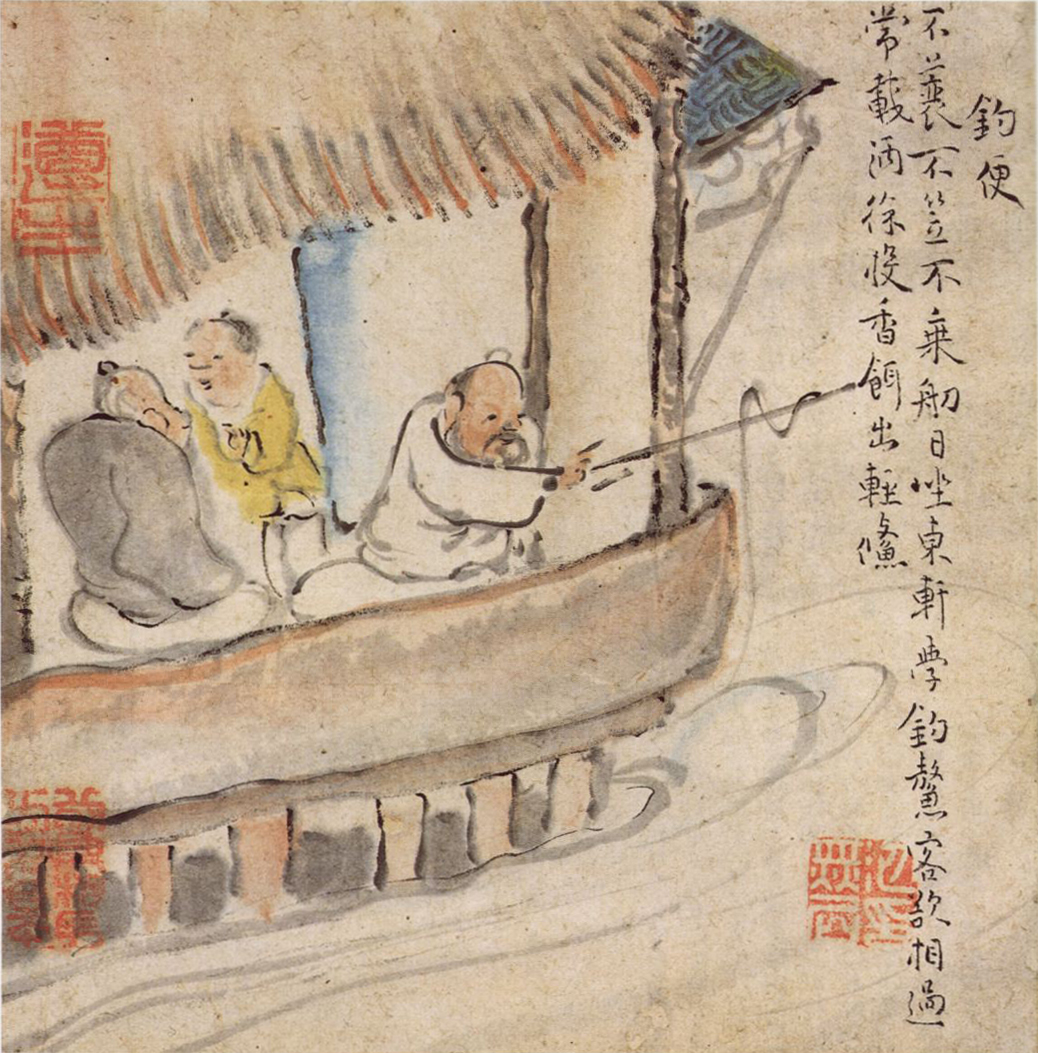
Aus den „Zehn Annehmlichkeiten“